# 원황초등학교
원황초등학교는 대한민국 경상북도 영덕군에 있는 초등학교다.

## 학교 연혁
- 1946.11.06 설립인가 및 개교(병곡 남부국민학교)
- 1962.02.25 현 교사로 이전
- 1963.03.07 월의분교장 개교
- 1970.07.22 원황국민학교로 개명
- 1995.03.01 월의분교장 폐교
- 1996.03.01 원황초등학교로 교명 변경
- 2008.09.01 제26대 김진천 교장 취임
- 2009.02.28 경상북도교육청 지정 교원능력평가 시범학교
- 2010.03.01 6학급 편성
- 2011.02.17 제60회 졸업(총 졸업생 5,988명)
- 2011.03.01 6학급 편성
- 2012.09.01 제27대 김기년 교장 취임
- 2014.09.01 제28대 유영수 교장 취임